# Maciej z Zapolic
Maciej Zapolski, Maciej z Zapolic (zm. po 1584 roku) – kustosz wieluński w latach 1570–1583, oficjał wieluński w latach 1552–1558 i 1570–1583,  kanonik wieluński w latach 1549–1561, precentor mansjonarzy wieluńskich w 1553 roku, mansjonarz w latach 1535–1558, altarysta św. Michała w latach 1536–1550 i 1557, pleban w Wydrzynie w latach 1549–1561, pleban w Wójcinie w 1584 roku.